# Радіо Люксембург
«Радіо Люксембург» (англ. Radio Luxembourg) — англомовна комерційна радіостанція, що мовила з Люксембургу на Британські острови (Велику Британію та Ірландію) з 1933 по 1992 роки. Належала медіаконгломерату RTL Group. Віщала також у більшій частині Європи, була дуже популярною протягом 1950—1970 років завдяки своїм музичним програмам та зіграла велику роль у популяризації рок-н-ролу.

## Історія
Радіостанцію запустили 1933 року. Мовлення на Британські острови з Люксембургу стало можливим завдяки використанню найпотужнішого на той час у Європі передавача. Багато років «Радіо Люксембург» залишалася єдиною комерційної музичної радіостанцією у Великій Британії. Оскільки, на відміну від консервативної станції «Бі-бі-сі», вона грала ту музику, яку люди дійсно хотіли слухати, багато хто віддавав перевагу саме їй. Британський уряд вважав таке вторгнення в свої радіохвилі неприпустимим (тим більше що «Радіо Люксембург» забирало у «Бі-бі-сі» слухачів і рекламодавців) і багато разів намагався закрити її, використовуючи дипломатичні важелі. Через це у країні десятиліттями не друкували програми передач «Радіо Люксембург».
1951 року радіостанцію переключили з довгих хвиль на середні на легендарну частоту 208 м (ту-оу-ейт). Якість сигналу впала, проте аудиторія зросла і стала неухильно зростати. Радіостанція стала майданчиком, де себе могли проявити молоді діджеї-початківці. Так, багато майбутніх зірок «Бі-бі-сі» починали свою кар'єру саме на «Радіо Люксембург».
У 1950-ті роки «Радіо Люксембург» разом із American Forces Network (Телерадіомовний підрозділ Збройних сил США) були єдиними радіостанціями в Європі, де можна було слухати рок-н-рол. На «Бі-бі-сі» у той час рок-н-рол в значній мірі ігнорували, оскільки діяло тимчасове обмеження на трансляцію музики в записі та через презирство чиновників до цього жанру як чисто комерційного. Лише на початку 1960-х років у Великій Британії з'явилися свої радіостанції, звернені до молодої аудиторії: спочатку піратські, такі як Radio Caroline та Radio London, а 1967 року підключилася і «Бі-бі-сі», запустивши радіостанцію поп-музики Radio One.
У 1980-ті роки аудиторія «Радіо Люксембург» скоротилася, радіостанція почала приносити збитки і 1992 року закрилася.